# Río Vilama
El río Vilama es un curso natural de agua que fluye en la cordillera de los Andes de la Región de Antofagasta y desemboca en la cuenca endorreica Salar de Atacama.

## Trayecto
El Río Vilama nace en Gautín, unos 22 km al norte del poblado San Pedro de Atacama, en la confluencia de los ríos Puripica (que nace en las faldas ponientes del Co. Sairecabur) y Puritama, a 3170 m de altura para, tras un azaroso trayecto, desembocar en el lado norte del Salar de Atacama, tras bordear por el este el poblado central de la zona, a unos 5 kilómetros al oriente de la desembocadura del río San Pedro de Atacama, que corre paralelo a él.

## Caudal y régimen
La subcuenca del río San Pedro de Atacama, que incluyela del río Vilama observa un régimen pluvial, producto de lluvias estivales y en menor medida de lluvias invernales. En años lluviosos las mayores ccrecidas ocurren en verano, entre enero y febrero, y en invierno, entre julio y agosto. En años secos los mayores caudales ocurren entre junio y julio. El período más seco se observa en el trimestre septiembre-noviembre.: 33–34 
Sin embargo, un informe de la Dirección General de Aguas considera las fuentes del río Vilama como principalmente termales, el río Frío y el río Puritama.

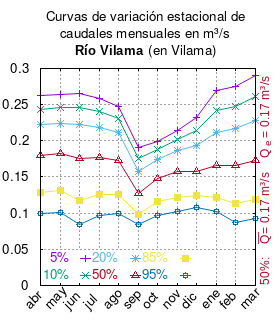
Curvas de variación estacional del río Vilama en Vilama.

El caudal del río (en un lugar fijo) varía en el tiempo, por lo que existen varias formas de representarlo. Una de ellas son las curvas de variación estacional que, tras largos periodos de mediciones, predicen estadísticamente el caudal mínimo que lleva el río con una probabilidad dada, llamada probabilidad de excedencia. La curva de color rojo ocre (con {\displaystyle {\color {Red}\vartriangle }}) muestra los caudales mensuales con probabilidad de excedencia de un 50%. Esto quiere decir que ese mes se han medido igual cantidad de caudales mayores que caudales menores a esa cantidad. Eso es la mediana (estadística), que se denota Qe, de la serie de caudales de ese mes. La media (estadística) es el promedio matemático de los caudales de ese mes y se denota {\displaystyle {\overline {Q}}}. 
Una vez calculados para cada mes, ambos valores son calculados para todo el año y pueden ser leídos en la columna vertical al lado derecho del diagrama. El significado de la probabilidad de excedencia del 5% es que, estadísticamente, el caudal es mayor solo una vez cada 20 años, el de 10% una vez cada 10 años, el de 20% una vez cada 5 años, el de 85% quince veces cada 16 años y la de 95% diecisiete veces cada 18 años. Dicho de otra forma, el 5% es el caudal de años extremadamente lluviosos, el 95% es el caudal de años extremadamente secos. De la estación de las crecidas puede deducirse si el caudal depende de las lluvias (mayo-julio) o del derretimiento de las nieves (septiembre-enero).

## Historia
Francisco Astaburuaga escribió en 1899 en su obra póstuma Diccionario geográfico de la República de Chile sobre el río:
Vilama (Río de).-—Riachuelo de la sección oriental del departamento de Antofagasta por donde se halla la villa de San Pedro de Atacama. Procede de las alturas nevosas del lado norte del volcán de Licancaur y corre hacia el SO. por unos 25 kilómetros hasta ir á perderse en unos pantanos en la inmediación al sur de esa villa, regando por esta parte terrenos de cultivo. En su margen se hallan el caserío de su nombre y el de Guatín. Hacia su nacimiento existen los baños termales de Puritama.